# Guerres de bandes
Les guerres des bandes ou guerras banderizas, aussi connues comme luchas de bandos ou luchas banderizas, sont une série de d'affrontements qui se sont produites sur le territoire de l'actuel Pays basque (Espagne) pendant le Moyen Âge. Ces confrontations ont eu comme protagonistes les différentes lignées de la noblesse rurale basque.

## Les luttes
Dans ces luttes on comprend trois types de confrontations, la noblesse contre le paysannat (campesinado), la noblesse contre les villas et la noblesse contre elle-même. Cette dernière est la plus représentative des confrontations. En elles, les différentes lignées de la noblesse rurale des territoires de Biscaye, du Guipuscoa et d'Alava ont été concentrées autour de deux familles, les Gamboa et les Oñaz donnant l'origine aux bandes Gamboins et Oñaciens.
Les lignées étaient formées par une Communauté étendue unie entre elles par des liens de sang face à laquelle se situaient les parents plus âgés, familles avec davantage de possessions et richesse, et on ajoutait à eux d'autres membres de la société médiévale comme les recommandés, qui offraient des prestations économiques et du travail en contrepartie à leur sécurité. Des individus qui s'engageaient à titre personnel avec le parent plus âgé en échange de protection. "Encartados" et couchés (seconds pauvres) qui constituaient généralement la troupe et elles le faisaient pour un repas et logement.

## La finalité des luttes
Le but de ces luttes était le maintien des revenus et statut social qui diminuaient avec la naissance et la force de villas. dans les mots de Lope García de Salazar, chroniqueur banderizo, ces luttes étaient faites pour savoir celui qui valait plus sur la terre ou, comme l'indique fray (frère) Juan de Victoria au XVIe siècle, qui a le plus et commande le plus. Ces définitions s'agrègent dans deux grands paragraphes: maintenir et augmenter les possessions et dans l'honneur et la renommée publique en adoptant une série de valeurs comme la valeurosité, le paraître, la dignité, la chevalerie, etc. Il existait un code d'honneur dans lequel on marquait certaines normes comme celles de ne pas faire la guerre sans raison, ne pas casser les trêves, ne pas tuer la trahison, garder la parole donnée, etc. 

## Les bandes
Les principales familles qui composaient les lignées des différents côtés sont :
- Gamboins : Famille Gamboa, Guevara, Olaso, Abendaño et de Salazar. Ils avaient comme alliés les agramontais et le Royaume de Navarre.

- Oñaciens : Famille Oñaz, Mendoza, Lazcano, Mújica et de Butrón. Ils avaient comme alliés les beaumontais et la Couronne de Castille.

## La fin des affrontements
Les rivalités entre les bandes se sont aussi concrétisées dans les villes concurrençant les différents parents installés en ces dernières pour le contrôle des institutions municipales. Il est même arrivé à se rivaliser entre des familles du même côté (même bande).
Les villes se sont défendues de la noblesse rurale par la création des Fraternités (Hermandades), embryon de ce qui deviendra plus tard les Assemblées Générales (Juntas Generales) ou les Députations (Diputaciones) contribuant ainsi à la formation de la province. Alliés de villas en lutte contre la noblesse rurale on trouvait la couronne. L'alliance pour le dépassement du caractère conflictuel social que les luttes de bandes ont créé a donné comme résultat la défaite des parents plus âgés qui se sont exilés à la frontière avec Grenade. La dissolution des troupes ainsi que la démolition des maisons-tours ou démantèlement de ces dernières en les reconvertissant en résidences rurales.